# Наљепково
Наљепково (слч. Nálepkovo) насељено је мјесто са административним статусом сеоске општине (слч. obec) у округу Гелњица, у Кошичком крају, Словачка Република.

## Становништво
| Година:    | 1994. | 2004.    | 2014.    | 2024.    |
| ---------- | ----- | -------- | -------- | -------- |
| Број људи: | 2411  | 2786     | 3219     | 3861     |
| Разлика:   |       | +15,55 % | +15,54 % | +19,94 % |

| Година:    | 2023. | 2024.   |
| ---------- | ----- | ------- |
| Број људи: | 3816  | 3861    |
| Разлика:   |       | +1,17 % |

Према подацима о броју становника из 2011. године насеље је имало 3.059 становника.